# T5 ex-Wurtemberg
Pour les articles homonymes, voir T5.

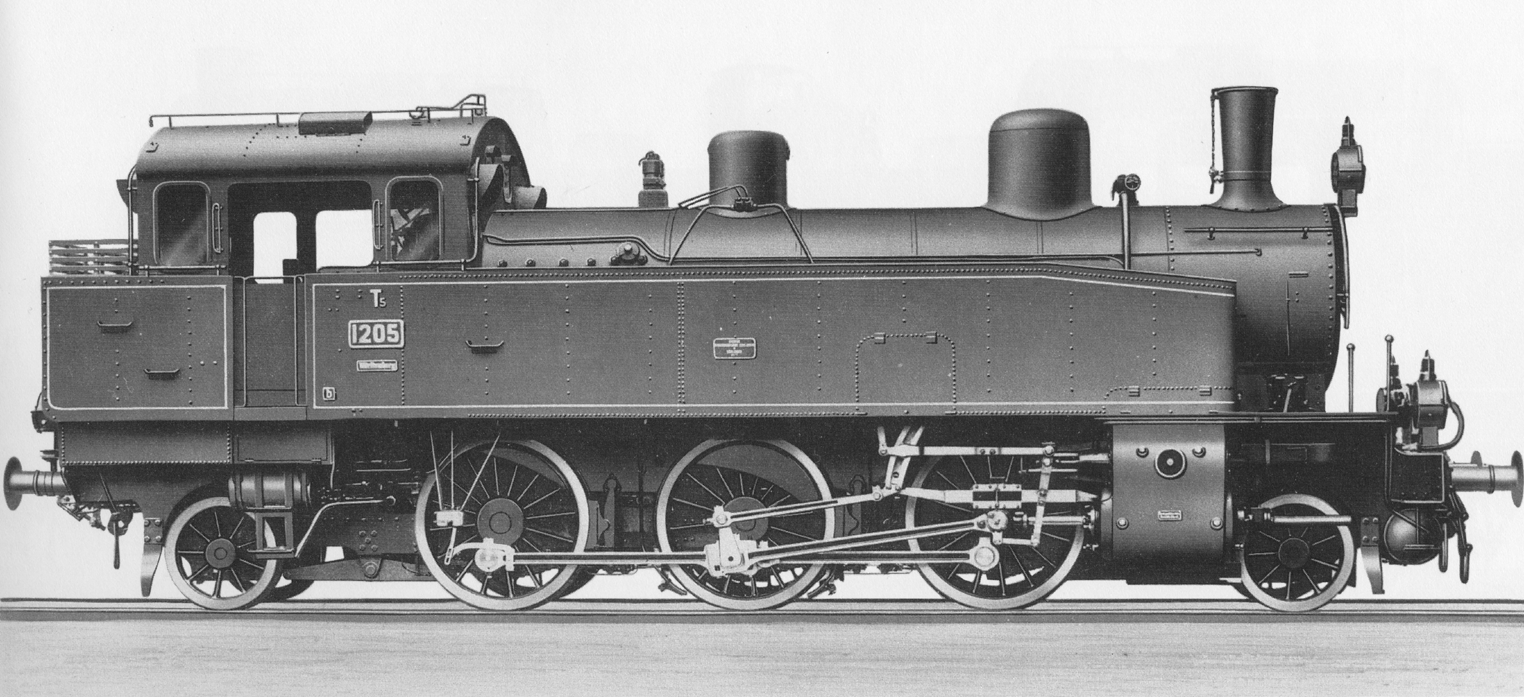
Locomotive No. 1205 en 1910

De disposition d'essieux relativement rare en Europe, les Prairie de la série T5 sont des locomotives à vapeur des Chemins de fer d'État royaux wurtembergeois (de) (K.W.St.E.).

## Genèse
Les 96 machines de la série ont été construites à partir de 1910 jusqu'en 1920 par l'atelier Maschinenfabrik Esslingen à Esslingen. Ces locomotives-tender étaient conçues pour assurer des liaisons de banlieues à arrêts fréquents qu'elles pouvaient, grâce à leur disposition symétrique, assurer dans les deux sens.
Conséquence de la défaite allemande lors de la Première Guerre mondiale, en 1919 trois exemplaires de cette série furent attribués au titre des prestations d'armistice à la Compagnie des chemins de fer du Nord. Les 93 exemplaires restants formèrent, lors de la création de la Deutsche Reichsbahn (DRG) en 1925, la série 75.0 (n° 75.001 à 75.093). Les dernières machines s'éteignirent en 1963. Aucune machine n'a été conservée.

## Utilisation et service

### 3.1495 à 3.1497 (Nord)
Sur ce réseau, elles effectuèrent un service mixte dans le même roulement que les ex-T12 entre Lille et Calais, Dunkerque, Béthune ou Abbeville. Les locomotives 3.1495 et 3.1496 étaient affectées au dépôt d'Hazebrouck et la 3.1497 à celui de Fives.
Au cours de leur carrière à la Compagnie des chemins de fer du Nord, elles reçurent un certain nombre de transformations : porte de boîte à fumée de type « Nord » pour les 3.1496 et 3.1497, pompe de frein type « Fives-Lille » et une turbodynamo pour l'éclairage électrique (les deux installées devant les soutes à eau).
Ces trois machines furent intégrées au parc moteur de la SNCF à sa création en 1938 et immatriculées 2-131 TA 1 à 3.
Pendant la Seconde Guerre mondiale, de 1942 au premier semestre 1945, elles firent un séjour en Allemagne. En attente de réforme en 1945, elles furent cédées à la Compagnie des chemins de fer secondaires du Nord-Est en 1946 pour la 131 TA 1, 1947 pour la 131 TA 2 et 1948 pour la 131 TA 3, où elles devinrent les CFS 131 à 133. Basées au dépôt de Provins elles officiaient sur les lignes Provins-Esternay, Montmirail-Mézy-Moulins et Provins-Longueville. Leur date de réforme est inconnue mais la dernière était arrêtée en 1962.

## Description
Assez bizarrement, les essieux porteurs n'étaient pas montés en bissel mais étaient solidaires du châssis avec un déplacement latéral de la même manière que les 050. Par contre leur suspension était conjuguée respectivement au premier et au troisième essieu moteur par un balancier répartiteur, ce qui leur permettaient d'équilibrer la charge par essieu de la même manière que certaines 050. Si bien que finalement on se retrouve avec une machine qui n'est pas vraiment une 131 de par le traitement des essieux mais qui n'est pas vraiment non plus une 050 de par la disposition des essieux moteurs! Dotées de deux cylindres à simple expansion, ces machines étaient équipées de surchauffeurs. La distribution était extérieure du type « Walschaerts ».

## Caractéristiques
- Pression de la chaudière : 12 kg/cm2
- Surface de grille : 1,93 m2
- Surface de chauffe : 113,10 m2
- Surface de surchauffe : 32,80 m2
- Diamètre et course des cylindres : 500 mm × 612 mm
- Diamètre des roues motrices : 1 450 mm
- Diamètre des roues porteuses : 950 mm
- Capacité des soutes à eau : 10 m3
- Capacité de la soute à charbon : 4 t
- Masse en ordre de marche : 72 t
- Masse adhérente : 42,5 t
- Longueur hors tout : 12,20 m
- Vitesse maxi en service : 80 km/h